# Isabelle Desesquelles
Œuvres principales
- Je me souviens de tout
- Les hommes meurent, les femmes vieillissent
- Les Âmes et les Enfants d'abord
- Je voudrais que la nuit me prenne
- "Un pur"

Isabelle Desesquelles est une autrice française née en 1968.

## Biographie
Isabelle Desesquelles a commencé sa carrière dans le cinéma et la télévision (communication - production) avant d’ouvrir  une librairie à Paris dans le 6e arrondissement, puis de diriger une grande enseigne de la librairie toulousaine dans les années 2000.
Elle publie son premier roman Je me souviens de tout  chez Julliard en 2004. Suivent ensuite des romans, notamment La mer l’emportera chez Flammarion et Un homme perdu chez Naïve, qui creusent l’univers des relations familiales complexes, de la place des disparus, et la question des origines.
Un récit, Fahrenheit 2010 interroge le monde de la librairie indépendante et des chaînes de distribution.
Son roman, Je voudrais que la nuit me prenne est sélectionné pour le prix Femina 2018 et remporte finalement le prix Femina des lycéens.

## Œuvres

### Romans
- Je me souviens de tout, Paris, éditions Julliard, 2004, 162 p.  (ISBN 2-260-01674-X)
- La Vie magicienne, Paris, éditions Julliard, 2006, 324 p.  (ISBN 2-260-01688-X) – Prix des Lecteurs de la Bibliothèque de Petit Mars - Roman 2006[4]

- La mer l'emportera, Paris, éditions Flammarion, 2007, 261 p.  (ISBN 978-2-08-120251-1)
- Quelques heures de fièvre, Paris, éditions Flammarion, 2009, 155 p.  (ISBN 978-2-08-122811-5)[5]
- Un homme perdu, Paris, éditions Naïve, 2012, 172 p.  (ISBN 978-2-35021-292-0)[6]
- Les hommes meurent, les femmes vieillissent, Paris, éditions Belfond, 2014[7]
- Un jour on fera l'amour, Paris, éditions Belfond, 2017, 224 p.  (ISBN 978-2-7144-7311-0)
- Je voudrais que la nuit me prenne, Paris, éditions Belfond, 2018, 203 p.  (ISBN 978-2-7144-7948-8) – prix Femina des lycéens
- UnPur, Paris, éditions Belfond, 2019, 224 p.  (ISBN 978-2-7144-8194-8)
- S' abandonner, Pocket, 2021, 160p.  (ISBN 9782266310901)
- Là où je nous entraîne, Éditions Jean-Claude Lattès, 2022, 288 p.  (ISBN 9782709670722)

### Récits
- Fahrenheit 2010, Paris, éditions Stock, 2010, 191 p.  (ISBN 978-2-234-06447-8)[8],[9]
- Les Âmes et les Enfants d'abord, éditions Belfond, 2016, 96 p.  (ISBN 978-2714471024)

### Livres Jeunesse
- Le Chameau le plus rapide du désert, phot. d’Alain Sèbe, Paris, éditions du Chêne, coll. « Chêne jeunesse », 2006, 64 p.  (ISBN 2-84277-699-2)
- Le Fennec amoureux d'une pastèque, illustration S.Chebret, édition Marmaille et compagnie, 2015, 32 p.  (ISBN 978-2367730738)
- La Poule portée par la foule, illustration S.Chebret, édition Marmaille et compagnie, 2015, 32 p.  (ISBN 978-2367730745)

## Autres contributions littéraires
En 2010, elle crée la maison d'écrivains De Pure Fiction dans le Lot, à proximité de Cajarc[réf. souhaitée].